# 巴西东北部地区

巴西东北部

巴西东北部（葡萄牙語：Região Nordeste do Brasil），是巴西的5个地理分区之一，包含马拉尼昂州、皮奥伊州、塞阿腊州、北大河州、帕拉伊巴州、阿拉戈斯州、伯南布哥州、塞尔希培州、巴伊亚州。
总面积1,558,196平方公里，占全国领土面积的18.26%。该地区总人口5360万（2009年）。
當地受巴西寒流影響，氣候乾旱。巴西東北部是巴西開發最早的地區，早期，該地區的甘蔗種植一直是巴西經濟的支柱，但隨著經濟重心轉移，目前已淪為巴西最貧困的地區，但仍以其歷史和文化而聞名，包括其民俗、美食、音樂和文學皆獨樹一格。該地區也是巴西非裔人口比例最高的地區。

## 主要城市
巴西东北部主要城市有萨尔瓦多、福塔雷萨、累西腓等。
- 萨尔瓦多歷史中心於1985年被聯合國教科文組織列為世界遺產
- 福塔雷萨
- 累西腓（後）與奧林達（前）